# Galactocel
Un galactocel (també anomenat quist lacti o quist de llet) és un quist de retenció que conté llet o una substància lletosa que normalment es troba a les glàndules mamàries. Es poden produir en dones durant o poc després de la lactància.
Es presenten com una massa ferma, sovint subarèolar, i són causades per l'obstrucció d'un conducte galactòfor. Clínicament, semblen similars a un quist a l'exploració mamària. El conducte galctòfor es distingeix amb el temps per les cèl·lules epitelials i la llet. Poques vegades es pot complicar per una infecció secundària i produir una formació d'abscessos. Aquests quists poden trencar-se, conduint a la formació de reaccions inflamatòries i poden imitar el càncer de mama.
Un cop finalitzada la lactància, el quist sol desaparèixer per si mateix, sense intervenció. Normalment, un galactocel no s'infecta, ja que la llet materna és estèril i no té cap contacte amb l'exterior per contaminar-se. El tractament és per aspiració dels continguts, punció o per excisió del quist. Es proporcionen antibiòtics per evitar infeccions.
Els galactocels poden estar associats amb l'ús d'anticonceptius orals.

## Característiques
Es nota per la presència d'una bola tova, rodona, palpable, mòbil i de vegades dolorosa. Una ecografia confirma una massa fluida heterogènia i indolora. Al principi, conté llet, però la substància pot arribar a ser cremosa, espessa o greixosa. És una lesió benigna i rara que, no obstant, ha de ser seguida per comprovar que no s'infecti.
El galactocel és la conseqüència de la dilatació d'un conducte galactòfor obstruït per la llet. L'aparició d'aquest quist de llet es relaciona amb l'ús de sostenidors massa ajustats, mugroneres, per la fricció de tirants o roba inadequada, o per una mala posició al dormir, que crea un punt pressió sobre la zona del pit.

## Tractament
Al principi, és aconsellable eliminar qualsevol punt de pressió del pit, fent massatges a la zona en qüestió, col·locant compreses d'aigua calenta, i alletar amb el nadó estirat mirant cap a dalt i la mare sobre d'ell per facilitar el drenatge del pit.
Molts galactocels desapareixen espontàniament després d'unes setmanes o mesos. El radiòleg pot perforar el galactocel amb una agulla prima durant una radiografia. Aquesta operació es pot repetir diverses vegades.
Com a últim recurs, si la massa persisteix o es repeteix, es pot prescriure un drenatge quirúrgic sota anestèsia local. Aquesta operació no requereix el deslletament.